# 彫刻学科
彫刻学科（ちょうこくがっか）は、彫刻についての教育研究を目的とした大学の芸術系の学科の一つである。
彫刻学科という名称の学科は少ないが、他の学科名でコースとして設置している場合が多い。

## 彫刻の教育機関のある日本の大学
- 東京芸術大学 美術学部  彫刻科
- 多摩美術大学  美術学部  彫刻学科
- 武蔵野美術大学 造形学部  彫刻学科
- 東京造形大学   造形学部  美術学科　彫刻専攻領域
- 筑波大学  芸術専門学群　  美術主専攻　彫朔コース
- 名古屋造形大学(名古屋造形芸術大学) 造形学部 造形学科　彫刻コース　（2008年4月新設予定）
- 名古屋芸術大学 美術学部 美術学科　彫刻領域　ガラスコース
- 名古屋芸術大学 美術学部 美術学科　彫刻領域　彫塑コース
- 名古屋芸術大学 美術学部 美術学科　彫刻領域　立体造形コース
- 京都嵯峨芸術大学 芸術学部 造形学科　彫刻分野
- 東北芸術工科大学  芸術学部  美術科　彫刻コース
- 金沢美術工芸大学 美術工芸学部  美術科　彫刻専攻
- 愛知県立芸術大学  美術学部  美術科　彫刻専攻
- 京都市立芸術大学  美術学部  美術科　彫刻専攻
- 九州産業大学  芸術学部  美術学科　造形・彫刻コース
- 日本大学  芸術学部  美術学科　彫刻コース
- 大阪芸術大学  芸術学部  美術学科　彫刻コース
- 宝塚造形芸術大学  造形学部  美術学科　彫刻コース
- 崇城大学  芸術学部  美術学科　彫刻コース
- 文星芸術大学  美術学部  美術学科　彫刻専攻
- 広島市立大学  芸術学部  美術学科　彫刻専攻
- 沖縄県立芸術大学  美術工芸学部  美術学科　彫刻専攻
- 明星大学 造形芸術学部  造形芸術学科　木材造形コース
- 成安造形大学  造形学部  造形美術科　造形表現群　　彫刻クラス
- 青山学院女子短期大学  芸術学科  彫刻専攻
- 女子美術大学短期大学部  造形学科  美術コース　彫刻領域
- 比治山大学短期大学部  美術科  彫刻コース